# Lavangens kommun
Lavangens kommun (norska: Lavangen kommune, nordsamiska: Loabága suohkan) är en kommun i Troms fylke i norra Norge. Kommunens centralort är tätorten Tennevoll. Den gränsar i nord mot Salangens kommun, i öster mot Bardu kommun, i söder mot Gratangens kommun, och i väster över Astafjorden mot Ibestads kommun.
Lavangens kommun ingår i Förvaltningsområdet för samiska språk. Språkvariteten är nordsamiska.

## Samisk befolkning
Kanske omkring en femtedel av befolkningen i Lavangens kommun har samisk etnisk bakgrund. Dessa är framförallt ättlingar av tidigare i Sverige renskötande samer och är bosatta i bland annat Spansdalen och Fossbakken. Längs fjorden fanns det länge en sjösamisk befolkning, men den är idag liten.

## Administrativ historik
Lavangens kommun bildades första gången 1907 genom en delning av Ibestads kommun. 1964 slogs Lavangens kommun samman med Salangens kommun under namnet Salangens kommun. 1977 delades denna kommun och Lavangens kommun återuppstod som självständig kommun.

## Tätorter
I Lavangens kommun finns en tätort:
- Tennevoll (centralort)

## Socknar
Inom Norska kyrkan motsvaras Lavangens kommun av Lavangens socken i Senja prosteri i Nord-Hålogalands stift.